# Reinheitsgebot

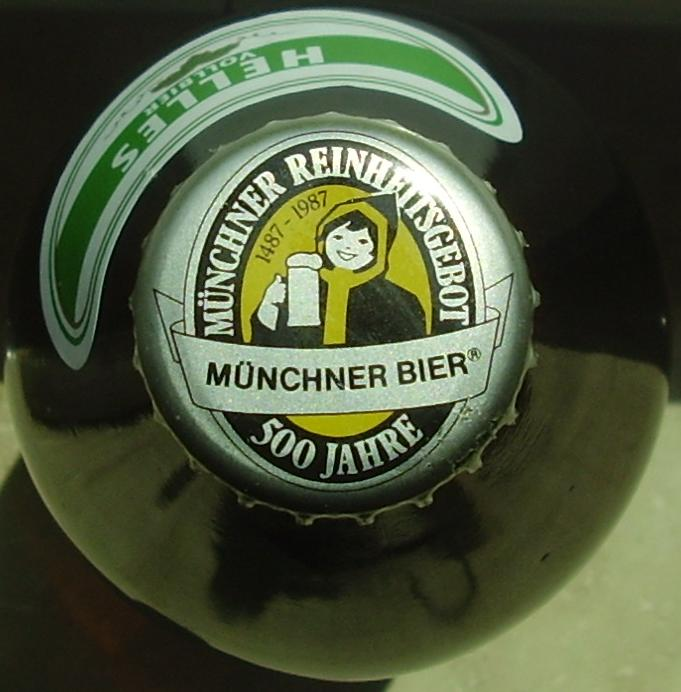
Reinheitsgebot från 1487

Reinheitsgebot (renhetspåbudet) är en bestämmelse i Tyskland att öl endast får bryggas av humle, malt och vatten.
Reinheitsgebot syftar ofta på Bayerisches Reinheitsgebot, en lag som ursprungligen stiftades 23 april 1516 i Ingolstadt i hertigdömet Bayern. Den nämns ofta som en av de äldsta lagarna gällande livsmedelskvalitet, men har många föregångare ända tillbaka till 900-talet. År 1156 utfärdades en stadslag för Augsburg om straff vid tillverkning av dåligt öl, och år 1348 stiftades en lag i staden Weimar gällande råvarorna vid ölbryggning. År 1363 infördes regeln om humle, malt och vatten i staden München.
Dessa lagar uppkom då man ville kvalitetssäkra ölproduktionen och förhindra att man använde vete eller råg för att tillverka öl, då dessa grödor bäst användes för att baka bröd. Bestämmelsen medförde att öl endast får tillverkas av humle, malt och vatten. Från början var malten tvungen att komma från korn, men släpptes sedan något friare och får nu även göras på vete. Det är däremot strängt förbjudet att brygga på ris, majs eller annan råfrukt enligt reinheitsgebot.
En fjärde ingrediens som inte nämns i originaltexten från 1516 är jäst. Jästen är en förutsättning för att vörten ska bilda alkohol och förvandlas till öl. Jästens funktion var känd, men bryggaren tog helt enkelt jäst från föregående produktion till den nya omgången.
Lagen spreds till resten av Tyskland med början 1871 då kejsardömet Tyskland grundades, och blev först 1906 nationell lagstiftning. Sin nu gällande form fann lagen i den tyska ölskattelagen från 1923. Uttrycket tyska renhetslagarna från 1487 eller 1516 får alltså betraktas som ett utslag av marknadsföring, även med tanke på att lagen från 1516 bara ägde bestånd ett par decennier innan de bayerska bryggarna åter fick tillstånd att tillsätta bland annat koriander och lagerblad (1551) samt enbär och kummin (1616) till sina brygder.
Enligt en dom från maj 1987 av EG-domstolen betraktar EU lagen som ett handelshinder, och reinheitsgebot ses nu som ett skyddat traditionellt tillverkningssätt, även om lagen fortfarande gäller för tysktillverkat öl. Många av världens stora ölmärken faller utanför bestämmelserna för reinheitsgebot, men kan alltså numera fritt marknadsföras även i Tyskland.
2005 vann bryggeriet Klosterbrauerei Neuzelle i östra Tyskland en långvarig rättstvist om huruvida de fick tillsätta sirap till sin mörka lager Schwarzer Abt, som funnits sedan flera hundra år. De fick göra det, under förutsättning att de marknadsför drycken som "specialöl", vilket visar att lagen inte kan tolkas helt strikt. Tvisten hade pågått sedan återföreningen 1990 och under tiden har inte ordet Bier (öl) funnits på etiketterna. Reinheitsgebot hade inte upprätthållits strikt i DDR, ett område där lagen inte haft samma tradition, och det skapade vissa konflikter vid återföreningen.
Många bryggerier, även svenska, väljer att följa renhetslagarna - särskilt för vanlig lageröl.

### Bokkällor
- MacGregor, Neil (2015) (på engelska). Germany: Memories of a Nation. Libris 18140475. ISBN 9781101875667